# Zanthoxylum phyllopterum
Zanthoxylum phyllopterum är en vinruteväxtart som först beskrevs av August Heinrich Rudolf Grisebach, och fick sitt nu gällande namn av John Wright. Zanthoxylum phyllopterum ingår i släktet Zanthoxylum och familjen vinruteväxter. Inga underarter finns listade i Catalogue of Life.